# Harkanchi, Gulbarga
Harkanchi là một làng thuộc tehsil Gulbarga, huyện Gulbarga, bang Karnataka, Ấn Độ.